# 青眼魚科
青眼魚科（学名：Chlorophthalmidae）是仙女魚目的其中一科。该科被认为遍布全球热带和温带水域，仅包含两个属18种。本科学名源自希腊语chloros，意思是“绿色”和ophthalmos意思是“眼睛”。

## 描述
青眼鱼是一种细长的鱼，身体略微压缩，因其大得不成比例的虹彩（以及荧光）眼睛而得名。本科最大的物种是短吻青眼鱼（Chlorophthalmus agassizi），长度可达40厘米，但大多数其他物种要小得多。它们的头很小，下巴却很大。它们的颜色范围从淡黄到黑棕色，有些物种有神秘的斑点。
它们的鳍简单且无脊椎；除了眼睛之外，有些物种的头部也有虹彩斑块。

## 行为及繁殖
青眼鱼通常是深海鱼类，生长于50至1,000米的水域。它们似乎更喜欢大陆坡和大陆架，可能形成鱼群。众所周知，绿眼鱼主要以底栖无脊椎动物以及远洋带甲壳类动物（例如十足目动物和糠虾）为食。
和许多长形鱼一样，青眼鱼是雌雄同体的。这被认为在深海栖息是一个巨大的优势，因为在深海栖息地遇到配偶的机会是不确定的。幼体青眼鱼是浮游动物而不是底栖动物，停留在水柱的上层。青眼鱼最大的敌人是鳕鱼。

## 分類
青眼魚科其下分2個屬，如下：
- 青眼鱼属 Chlorophthalmus Bonaparte, 1840
- 副青眼鱼属 Parasudis Regan, 1911